# Consejo Anfictiónico
El Consejo Anfictiónico es el organismo que gobernaba una antigua liga formada por los pueblos vecinos de Delfos, la llamada Anfictionía délfica, encargada de administrar el oráculo. La Anfictionía organizaba además los Juegos Píticos y juzgaba los delitos cometidos contra el oráculo y su territorio. Sus miembros pertenecían a varias polis y tribus: los más importantes eran los tesalios, los focenses, los beocios, los dorios y los jonios. Los votos estaban repartidos de forma desigual entre los miembros del Consejo, de suerte que la obtención por parte de Filipo II de los doce votos de los tesalios y los dos de los focenses puso en sus manos la mayoría de los veintidós que había en total, y en consecuencia el control de la Anfictionía.

## Sistemas de voto ponderado
El Consejo Anfictiónico es uno de los sistemas de voto ponderado más antiguos conocidos. Fundado en 149 a. C., no adoptó un sistema de representación diferencial hasta los cambios de Augusto de 31 a. C. manteniéndolo hasta 14 d. C. Las ciudades tenían 6, 2 y 1 voto. Seis eran para cada una de las siguientes: Nicópolis, Macedonia y Tesalia (compartidos con los malios, ainios, magnesios y aqueos fictiónicos); dos tenían Beocia, Fócida y Delfos, y uno Doria del Norte, los locrios ozolos, los locrios epicnemidios, Eubea, Atenas y un último compartido por Argos, Sición, Corinto y Megara. Había un total de 30 votos. El número de votos de cada uno dependía de la población de cada ciudad.